# Lucio Battisti (album)
Lucio Battisti je prvním albem od stejnojmenného zpěváka vydané roku 1969. Skládá se jednak z písní napsaných dvojicí Battisti-Mogol pro jiné interprety („29 Settembre“ a „Per una lira“), a jednak z vlastní diskografie („Un'avventura“, představené na Sanremu, „Non è Francesca“ a „Balla Linda“, vítězné z Cantagira).
Text „Prigioniero del mondo“ je jediným až do roku 1982, na jehož sepsání se podílel samotný Battisti. „Non è Francesca“ je podle Battistiho otce ta nejlepší píseň od syna.
Album bylo v počtu prodaných kopií v Itálii po devět týdnů na prvním místě. V roce 1969 to byla třetí nejprodávanější deska. Vydáno bylo ve vydavatelství Ricordi.

## Seznam skladeb
V závorce je uveden počet hvězdiček dle CROSBOSP.
1. Un'avventura 3:10 (3)
2. 29 settembre 3:29 (3)
3. La mia canzone per Maria 3:10 (7)
4. Nel sole, nel vento, nel sorriso e nel pianto 2:45 (3)
5. Uno in più 3:43 (3)
6. Non è Francesca 3:55 (7)
7. Balla Linda 3:06 (4)
8. Per una lira 2:27 (5)
9. Prigioniero del mondo 3:26 (3)
10. Io vivrò (senza te) 3:56 (5)
11. Nel cuore, nell'anima 2:21 (4)
12. Il vento 3:31 (5)